# ملعب بلدية تايبيه
ملعب بلدية تايبيه هو ملعب متعدد الأغراض يقع في تايبيه، تايوان. استُخدم الاستاد الأصلي، الذي بنيَ عام 1956، في الغالب لأحداث سباقات المضمار والميدان. أجرى مايكل جاكسون حفلتين موسيقيتين هناك خلال جولته العالمية الخطرة في 4 و6 سبتمبر 1993 أمام حشد من 80.000 شخص.
هُدم الملعب وأُعيد بناؤه من أجل ألعاب الصم لعام 2009 بين ديسمبر 2006 ويوليو 2009. الملعب الجديد قادر على استيعاب 20 ألف شخص. في 3 يوليو 2011، سجل الاستاد أعلى نسبة حضور لمباراة كرة قدم عندما استضافت تايبيه الصينية ماليزيا في تصفيات كأس العالم 2014 وتحديدًا مباراة إياب الدور الأول للاتحاد الآسيوي لكرة القدم، عندما حضر المباراة 15335 متفرجًا. في عام 2013، ظهر 500 شخص في الملعب لخوض مباراة في الدوري المحلي بين ناديي كرة القدم نادي شركة طاقة تايوان ونادي تاتونغ لكرة القدم.
يمكن الوصول إلى الملعب من محطة تايبيه أرينا في مترو تايبيه.

## المباريات الدولية
| التاريخ       | المسابقة                      |
| ------------- | ----------------------------- |
| 5 سبتمبر 2009 | ألعاب الصم 2009               |
| 19 أغسطس 2017 | الألعاب الجامعية الصيفية 2017 |